# Gaston Rageot
Gaston Rageot est un romancier, essayiste et critique littéraire français né le  2 février 1871 à Alençon et mort le  1er janvier 1942 à Marseille.

## Biographie
Élève à l'École normale supérieure, agrégé de philosophie, enseigne la philosophie dans les lycées à Paris, tout en publiant des romans et des essais, il tient une chronique littéraire dans le journal Le Gaulois et il collabore aux Nouvelles littéraires, au Figaro et au Temps.
L’Académie française lui décerne le prix Vitet en 1914.
Il collabora à la Revue des deux mondes et a La Revue de Paris.
Il devient président de la Société des Gens de Lettres et commandeur de la légion d'honneur.
Lors de la seconde guerre mondiale, il quitte Paris pour se réfugier à Marseille, ville où il meurt d'une embolie en janvier 1942.
Il existe une rue Gaston Rageot à Alençon.

## Œuvres
- Le succès : auteurs et public, essai de critique sociologique, Felix Alcan, 1906
- Les savants et la philosophie, essai, Felix Alcan, 1908
- Un grand homme, roman, illustrations de Léon Fauret, 1908
- La lumière rouge, nouvelle; illustrations de J. Simont, 1910
- À l'affut, roman. Paris, Calmann-Lévy, 1912. 256 pages.
- La voix qui s'est tue, roman; illustrations de J. Simont, 1913
- La natalité : ses lois économiques et psychologiques, essai; Flammarion, Bibliothèque de philosophie scientifique, 1918
- Quatre ans d'alliance : l'amitié britannique, Berger-Levrault, 1918
- Petite histoire de la France en guerre, dédiée aux Alsaciens-Lorrains, 1919
- Le roman au XIXe siècle / Balzac : la comédie humaine, Conférence; 1921
- Le jubé, roman, 1921
- Deux faces de l'esprit contemporain. Anatole France, Maurice Barrès, essai; Cercle de la librairie, 1924
- La vocation de Jean Douve, roman, Plon-Nourrit, 1926
- Sens unique : circulation des idées, essais, Plon, 1926
- L'homme standard, Plon, 1928
- Tels que nous sommes, roman; L'Illustration, 1933
- Pleine eau, roman; L'Illustration, 1936
- Madame du Deffand, Albin Michel, 1937.
- Anne-Jeanne, roman; L'Illustration, 1938
- Cause perdue, roman; Plon, 1943